# Giulio Cesare Monteverdi
Giulio Cesare Monteverdi (Cremona, 1573 (bautizado el 31 de enero) - Saló, ¿1630 o 1631?) fue un compositor, organista y maestro de capilla italiano. 

## Vida
Fue hijo de Baldassare y Maddalena (de soltera Zignani) y hermano menor del también compositor Claudio Monteverdi. Se cree que estudió órgano con Marco Antonio Ingegneri. En abril de 1600 se convirtió en organista de la catedral de Mantua, permaneciendo en el cargo hasta septiembre del mismo año. A finales de verano de 1602 entró al servicio de los Gonzaga como compositor de la corte. En 1609 fue nombrado maestro de capilla de la catedral de Montferrato, donde Francisco IV Gonzaga era gobernador. El 28 de julio de 1612 fue despedido junto a su hermano. En diciembre de 1615 se convirtió en organista de la iglesia parroquial de Castelleone (Cremona). Su cargo incluía también las funciones de maestro de canto y conservador del órgano. En 1622 obtuvo el puesto de maestro de capilla de la catedral de Saló.Probablemente murió a causa de la peste en 1630 o 1631.

## Obra
En 1611 escribió la ópera Il rapimento di Proserpina (El rapto de Proserpina) sobre texto de Ercole Marigliani. Se estrenó el 29 de octubre de ese mismo año en Teatro Municipal de Casale Montferrato y contó con la participación de destacados cantantes como Adriana Basile, Virginia Ramponi-Andreini y Francesco Rasi. La música y el texto se perdieron pero parece que solo comparte el argumento de la ópera posterior de su hermano Proserpina rapita (1630), que también se perdió. En 1620 publicó en Venecia una colección de motetes y otras obras titulada Affetti musici, que incluía dos piezas que habían formado parte del Scherzi musicali de Claudio (1607) cuya publicación supervisó. 

## Discografía
- Affetti musici (Ensemble Concerto, Roberto Gini). Auvidis France, 1996.